# (47171) Лемпо
(47171) Лемпо — система в поясе Койпера, состоящая из трёх транснептуновых объектов.

## Открытие
(47171) 1999 TC36 был обнаружен в 1999 году Эриком Р. Рубинштейном и Луи-Грегори Стронгером во время наблюдений в Национальной обсерватории Китт-Пик. Доктор Рубинштейн изучал снимки, сделанные доктором Стронгером как часть программы поиска сверхновых. Объект классифицируется как плутино с орбитальным резонансом 2:3 с Нептуном и в настоящее время находится на расстоянии 30,7 а. е. от Солнца. Является одним из самых ярких транснептуновых объектов.
(47171) 1999 TC36 был обнаружен на трёх архивных снимках: одном снимке 1974 года и двух — 1976 года.

## Название
5 октября 2017 года получил имя Лемпо в честь лесного духа из карело-финской мифологии. Лемпо также известен как Хийси. В восьмой руне Калевалы Лемпо (Хийси) заставил Вяйнямёйнена пораниться топором, когда тот вырубал лодку. В финском тексте этой руны Лемпо также называют злодеем (фин. Paha). В циркуляре ЦМП Хийси (англ. Hiisi) и Паха (англ. Paha) названы помощниками (англ. demon cohorts) Лемпо в победе над Вяйнямёйненом. Соответственно, имя Лемпо присвоено бо́льшему компоненту двойной системы, а Хийси — меньшему. Третий компонент системы — спутник (47171) Lempo I получил имя Паха.

## Физические характеристики
Комбинированные наблюдения инфракрасного космического телескопа «Спитцер» и телескопа «Хаббл» позволяют оценить диаметры компонентов и, следовательно, обеспечивают диапазон возможных значений для плотности объектов. Очень низкая оценка в 0,3—0,8 г/см³, полученная в 2006 году, когда система считалась бинарной, обнаружена необычно высокая пористость 50—75 %, полагая, равную смесь щебня и льда. Прямое измерение размеров всех трёх компонентов системы в 2009 году привело к улучшению оценки средней плотности 0,542+0,317
−0,211 г/см³, подтверждающей ранее полученный вывод, что объект, вероятно, представляет собой «кучу щебня».
(47171) 1999 TC36 имеет очень сильное красное спектральное смещение в видимом свете и плоском спектре в ближней инфракрасной области. Существует также следы слабого поглощения вблизи длины волны 2 мкм, вероятно, связанное со льдом. Модель, наиболее точно воспроизводящая ближнюю инфракрасную область спектра, включает толстый кристаллический слой водяного льда. Это результаты общего спектра всех трёх компонентов системы.

## Компоненты
(47171) 1999 TC36 является тройной системой, состоящей из двух центральных главных тел A1 и A2 и компонента B. Спутник B, получивший обозначение S/2001 (47171) 1, обнаружили С. А. Трухильо и М. Е. Браун 8 декабря 2001 года с помощью космического телескопа «Хаббл»; об открытии было объявлено 10 января 2002 года. По оценкам, диаметр спутника составляет 139+22
−18 км, большая полуось орбиты — 7411 ± 12 км, время обращения — 50,302 ± 0,001 дней. Масса спутника оценивается в 0,75⋅1018 кг.
Анализы изображений «Хаббла», проведённые в 2009 году, показали, что центр системы состоит из двух компонентов примерно одинаковых размеров. Орбита центральной пары имеет большую полуось, составляющую около 867 км, и период обращения около 1,9 суток. Считая альбедо равным около 0,07, диаметры основных компонентов оцениваются в 272+17
−19 км (для A1) и 251+16
−17 км (для А2). Компонент В обращается вокруг барицентра системы А1+А2. Масса системы по оценкам движения компонента В — (12,75 ± 0,06)⋅1018 кг. Орбитальное движение компонентов A1 и A2 даёт несколько более высокую оценку массы — (14,20 ± 0,05)⋅1018 кг. Расхождение, вероятно, связано с неучтёнными гравитационными взаимодействиями компонентов в сложной тройной системе.

## Происхождение
Существуют две основные гипотезы о том, как появилась тройная система 1999 TC36. Первая: грандиозное столкновение с последующим повторным образованием аккреционного диска. Вторая: гравитационный захват третьего объекта существующим двойным объектом. Близость размеров компонентов A1 и A2 являются аргументом в пользу последнего предположения.